# Regering-Di Rupo (federaal)
De regering-Di Rupo (6 december 2011 - 11 oktober 2014) was een Belgische regering. Het was een coalitie tussen de PS/sp.a (26 en 13 zetels), MR/Open Vld (18 en 13 zetels) en de CD&V/cdH (17 en 9 zetels). De regering volgde de regering-Leterme II op en werd zelf opgevolgd door de regering-Michel I.
De regering-Di Rupo wilde het bereikte Vlinderakkoord strikt uitvoeren. Tot in het najaar van 2012 was vooral het deel over Brussel uitgevoerd, waaronder de splitsing van Brussel-Halle-Vilvoorde, de hervorming van het gerechtelijk arrondissement Brussel en de oprichting van een hoofdstedelijke gemeenschap van Brussel.
Het was de eerste keer in de Belgische geschiedenis dat er een premier was van allochtone origine. Di Rupo is daarnaast de eerste Belgische premier die openlijk homoseksueel is. België is daarmee het tweede land wereldwijd - na IJsland - met een openlijk homoseksuele premier. Bovendien is hij de eerste Franstalige premier sinds 1979 en de eerste Waal in die positie sinds 1974.

## Vorming
Na de val van de regering-Leterme II werden er vervroegde verkiezingen uitgeschreven op 13 juni 2010. Aan Vlaamse kant werd de N-VA de grootste partij en aan Franstalige kant was dat de PS. De onderhandelingen duurden buitengewoon lang. Koning Albert II stuurde als staatshoofd achtereenvolgens Bart De Wever (N-VA), André Flahaut (PS), Danny Pieters (N-VA), Johan Vande Lanotte (sp.a), Didier Reynders (MR) en Wouter Beke (CD&V) het veld in om te bemiddelen. Op 16 mei 2011 stelde hij Elio Di Rupo aan als formateur. De N-VA kon zich niet vinden in de voorstellen van de formateur en Di Rupo onderhandelde daarom verder zonder de Vlaams-nationalisten.
Op 11 oktober 2011 stelde Di Rupo de communautaire nota publiek voor in het parlement. Twee dagen later werd beslist dat de groene partijen geen deel zouden nemen aan verdere onderhandelingen.
Op 26 november 2011 bereikten de zes overblijvende partijen een akkoord over de begroting. De verschillende partijcongressen keurden het volledige regeerakkoord goed op 3 en 4 december.
Op 5 december werd de samenstelling van de regering bekend: 13 ministers en 6 staatssecretarissen. Qua aantal ministers is de Regering-Di Rupo een van de kleinste, maar met de staatssecretarissen in acht genomen is dat niet het geval. Bart De Wever bekritiseerde deze "obesitasregering". Nochtans is de regering kleiner dan de regering die zij opvolgt, die 22 bewindslieden telde. Hoewel het communautaire akkoord is gesloten met een meerderheid in beide taalgroepen beschikt de uiteindelijke coalitie aan Vlaamse zijde niet over een meerderheid in de Kamer, als gevolg van het niet opnemen in de coalitie van Groen, dat communautair wel mee onderhandelde.
Op 10 december 2011 kreeg deze regering het vertrouwen in het parlement.

## Samenstelling
De regering bestond uit 13 ministers (12 + 1 eerste minister) en 6 staatssecretarissen. Het kernkabinet telde 6 vicepremiers. De PS had 3 ministers en 1 staatssecretaris (inclusief de premier), MR 3 ministers, CD&V 2 ministers en 2 staatssecretarissen, Open Vld 2 ministers en 1 staatssecretaris, sp.a ook 2 ministers en 1 staatssecretaris en cdH 1 minister en 1 staatssecretaris.
| Ambtsbekleder                                                                                        | Ambtsbekleder                       | Ambtsbekleder                   | Functie en bevoegdheid                                                                      | Termijn                             | Partij      |
| Kernkabinet                                                                                          | Kernkabinet                         | Kernkabinet                     | Kernkabinet                                                                                 | Kernkabinet                         | Kernkabinet |
| --- | ----------------------------------- | ------------------------------- | ------------------------------------------------------------------------------------------- | ----------------------------------- | ----------- |
| |                                     | Elio Di Rupo (1951)             | Premier                                                                                     | 6 december 2011 - 11 oktober 2014   | PS          |
| |                                     | Steven Vanackere (1964)         | Vicepremier Financiën en Duurzame Ontwikkeling, belast met Ambtenarenzaken                  | 6 december 2011 - 5 maart 2013      | CD&V        |
| |                                     | Didier Reynders (1958)          | Vicepremier Buitenlandse Zaken, Buitenlandse Handel en Europese Zaken                       | 6 december 2011 - 11 oktober 2014   | MR          |
| |                                     | Johan Vande Lanotte (1955)      | Vicepremier Economische Zaken, Consumentenbescherming en de Noordzee                        | 6 december 2011 - 11 oktober 2014   | sp.a        |
| belast met Bestrijding van de Sociale en de Fiscale Fraude                                           | 22 september 2014 - 11 oktober 2014 | Johan Vande Lanotte (1955)      |                                                                                             |                                     | sp.a        |
| |                                     | Vincent Van Quickenborne (1973) | Vicepremier Pensioenen                                                                      | 6 december 2011 - 22 oktober 2012   | Open Vld    |
| |                                     | Joëlle Milquet (1961)           | Vicepremier Binnenlandse Zaken en Gelijke Kansen                                            | 6 december 2011 - 22 juli 2014      | cdH         |
| |                                     | Laurette Onkelinx (1958)        | Vicepremier Volksgezondheid, belast met Beliris en de Federale Culturele Instellingen       | 6 december 2011 - 11 oktober 2014   | PS          |
| Sociale Zaken, belast met Wetenschapbeleid, Gezinnen en Personen met een Handicap en Beroepsrisico's | 15 september 2014 - 11 oktober 2014 | Laurette Onkelinx (1958)        |                                                                                             |                                     | PS          |
| |                                     | Alexander De Croo (1975)        | Vicepremier Pensioenen                                                                      | 22 oktober 2012 - 11 oktober 2014   | Open Vld    |
| |                                     | Pieter De Crem (1962)           | Vicepremier                                                                                 | 5 maart 2013 - 11 oktober 2014      | CD&V        |
| Landsverdediging                                                                                     | 6 december 2011 - 11 oktober 2014   | Pieter De Crem (1962)           |                                                                                             |                                     | CD&V        |
| |                                     | Melchior Wathelet (1977)        | Vicepremier Binnenlandse Zaken en Gelijke Kansen                                            | 22 juli 2014 - 11 oktober 2014      | cdH         |
| Ministers                                                                                            |                                     |                                 |                                                                                             |                                     |             |
| |                                     | Olivier Chastel (1964)          | Begroting en Administratieve Vereenvoudiging                                                | 6 december 2011 - 11 oktober 2014   | MR          |
| |                                     | Annemie Turtelboom (1967)       | Justitie                                                                                    | 6 december 2011 - 25 juli 2014      | Open Vld    |
| |                                     | Sabine Laruelle (1965)          | Middenstand, KMO's, Zelfstandigen en Landbouw                                               | 6 december 2011 - 11 oktober 2014   | MR          |
| |                                     | Paul Magnette (1971)            | Overheidsbedrijven, Wetenschapsbeleid en Ontwikkelingssamenwerking, belast met Grote Steden | 6 december 2011 - 17 januari 2013   | PS          |
| |                                     | Monica De Coninck (1956)        | Werk                                                                                        | 6 december 2011 - 11 oktober 2014   | sp.a        |
| |                                     | Jean-Pascal Labille (1962)      | Overheidsbedrijven en Ontwikkelingssamenwerking, belast met Grote Steden                    | 17 januari 2013 - 11 oktober 2014   | PS          |
| |                                     | Koen Geens (1958)               | Financiën, belast met Ambtenarenzaken                                                       | 5 maart 2013 - 11 oktober 2014      | CD&V        |
| |                                     | Maggie De Block (1962)          | Justitie, Asiel en Migratie, Maatschappelijke Integratie en Armoedebestrijding              | 25 juli 2014 - 11 oktober 2014      | Open Vld    |
| Staatssecretarissen                                                                                  |                                     |                                 |                                                                                             |                                     |             |
| |                                     | Hendrik Bogaert (1978)          | Ambtenarenzaken en Modernisering van de Openbare Diensten                                   | 6 december 2011 - 11 oktober 2014   | CD&V        |
| |                                     | Maggie De Block (1962)          | Asiel en Migratie, Maatschappelijke Integratie en Armoedebestrijding                        | 6 december 2011 - 25 juli 2014      | Open Vld    |
| |                                     | John Crombez (1973)             | Bestrijding van de Sociale en de Fiscale Fraude                                             | 6 december 2011 - 22 september 2014 | sp.a        |
| |                                     | Melchior Wathelet (1977)        | Leefmilieu, Energie, Mobiliteit en Staatshervorming                                         | 6 december 2011 - 22 juli 2014      | cdH         |
| |                                     | Philippe Courard (1966)         | Sociale Zaken, Gezin en Personen met een Handicap, belast met Beroepsrisico's               | 6 december 2011 - 15 september 2014 | PS          |
| Wetenschapsbeleid                                                                                    | 17 januari 2013 - 15 september 2014 | Philippe Courard (1966)         |                                                                                             |                                     | PS          |
| |                                     | Servais Verherstraeten (1960)   | Staatshervorming en Regie der Gebouwen                                                      | 6 december 2011 - 11 oktober 2014   | CD&V        |
| Duurzame Ontwikkeling                                                                                | 5 maart 2013 - 11 oktober 2014      | Servais Verherstraeten (1960)   |                                                                                             |                                     | CD&V        |
| |                                     | Catherine Fonck (1968)          | Leefmilieu, Energie, Mobiliteit en Staatshervorming                                         | 22 juli 2014 - 11 oktober 2014      | cdH         |

### Herschikkingen
- 22 oktober 2012: Open Vld-partijvoorzitter Alexander De Croo vervangt Vincent Van Quickenborne als vicepremier en minister van Pensioenen. Van Quickenborne nam deel aan de gemeenteraadsverkiezingen van oktober 2012 en werd op 1 februari 2013 burgemeester in zijn thuisstad Kortrijk.
- 17 januari 2013: Jean-Pascal Labille vervangt Paul Magnette als minister van Overheidsbedrijven, Grootstedenbeleid en Ontwikkelingssamenwerking, Philippe Courard nam er Wetenschapsbeleid bij. Magnette werd burgemeester van Charleroi.
- 5 maart 2013: Steven Vanackere nam ontslag na aanslepende discussies over zijn rol in een financiële zaak tussen Belfius en het ACW, waar hij lid van is. Hij wordt vervangen door Koen Geens. Pieter De Crem werd hierop vicepremier en Servais Verherstraeten kreeg de bevoegdheid Duurzame Ontwikkeling.
- 22 juli 2014: Joëlle Milquet werd lid van de nieuwe Franse Gemeenschapsregering en werd als vicepremier en minister van Binnenlandse Zaken en Gelijke Kansen vervangen door Melchior Wathelet. Wathelet werd als staatssecretaris voor Leefmilieu, Energie, Mobiliteit en Staatshervorming op zijn beurt vervangen door Catherine Fonck.
- 25 juli 2014: Annemie Turtelboom werd lid van de nieuwe Vlaamse Regering en wordt als minister van Justitie vervangen door Maggie De Block. De Block werd als staatssecretaris voor Asiel, Migratie, Maatschappelijke Integratie en Armoedebestrijding op haar beurt niet vervangen. Ze nam haar bevoegdheden mee.[7]
- 15 september 2014: Philippe Courard werd PS-fractieleider in het Waals Parlement. Hij nam ontslag als staatssecretaris en droeg zijn bevoegdheden over aan vicepremier Laurette Onkelinx.[8]
- 22 september 2014: John Crombez werd sp.a-fractieleider in het Vlaams Parlement. Hij nam ontslag als staatssecretaris en droeg zijn bevoegdheden over aan vicepremier Johan Vande Lanotte.

## Centrale functies
Tijdens de onderhandelingen moesten er naast de ministerportefeuilles ook andere kernfuncties worden uitgedeeld. Het voorzitterschap van Kamer en Senaat werden waargenomen door respectievelijk André Flahaut van PS en Sabine de Bethune van CD&V. Voor het Europees niveau werd beslist om Karel de Gucht af te vaardigen als Europees Commissaris voor België.
|                 | Functie en bevoegdheden                            | Naam | Naam              | Partij | Partij   | Termijn                            |
| --------------- | -------------------------------------------------- | ---- | ----------------- | ------ | -------- | ---------------------------------- |
| Vlag van Europa | Europees commissaris Handel (Commissie-Barroso II) |      | Karel de Gucht    |        | Open Vld | 10 februari 2010 - 1 november 2014 |
| Vlag van België | Voorzitter Kamer van volksvertegenwoordigers       |      | André Flahaut     |        | PS       | 20 juli 2010 - 30 juni 2014        |
| Vlag van België | Voorzitter Senaat                                  |      | Sabine de Bethune |        | CD&V     | 11 oktober 2011 - 14 oktober 2014  |

## Ontslag
De regering gaf haar ontslag aan Koning Filip op 26 mei 2014, de dag na de federale parlementsverkiezingen van 2014 waar N-VA als grootste partij van België uitkwam en PS verloor tenopzichte van de MR. Het kabinet ging in lopende zaken tot het aantreden van de regering-Michel I op 11 oktober.